# Kaule (Bergisch Gladbach)
Kaule ist ein Stadtteil von Bergisch Gladbach und gehört unter Nr. 54 zum Statistik-Bezirk 5 der Stadt.

## Etymologie
Die Bezeichnung Kaule geht auf die ursprünglichen Siedlungskerne von drei mittelalterlichen Hofstellen mit dem Namen „auf der Kaule“ in der Freiheit Bensberg zurück. Im 17. Jahrhundert existierten im Bereich Kaule zehn Güter.

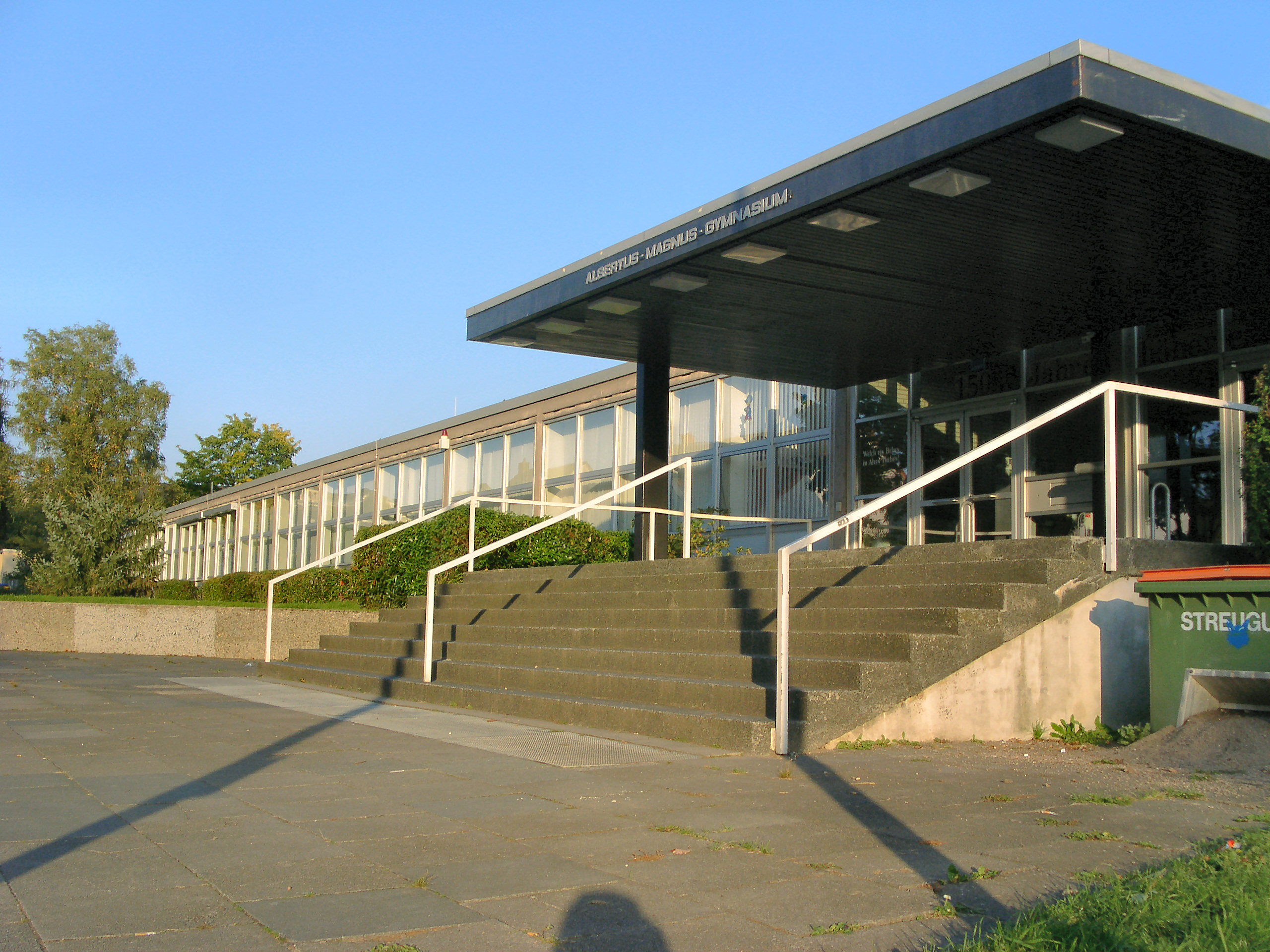
Albertus-Magnus-Gymnasiums

Der Siedlungsname leitet sich etymologisch aus dem mittelhochdeutschen „kûle“ (=Grube) her und bezieht sich auf eine künstlich angelegte Vertiefung, aus der Erz, Sand, Kies oder Lehm gewonnen wurde. In diesem Zusammenhang ist die Straßenbezeichnung „Am Pangenfeld“ in der Nähe des Albertus-Magnus-Gymnasiums interessant. Wie alte Luftaufnahmen zeigen, hat es in diesem Bereich ein größeres Pingenfeld gegeben. Unter Pinge versteht man eine schüssel- oder trichterförmige Vertiefung im Gelände, die durch einen oberflächennah geführten Bergbau entstanden ist. Es ist bekannt, dass man hier im Hochmittelalter Bergbau betrieben hat. Von daher müsste die Straße eigentlich Am Pingenfeld heißen. Der Bergbau war auch seit der Mitte des 19. Jahrhunderts mit der auf Blei- und Zinkerz verliehenen Grube Julien bestimmend. Daran erinnert unter anderem die Straßenbezeichnung Auf der Halde.  Noch heute lagern dort circa 1,4 Millionen Tonnen Erz, die gefördert werden können.

## Geschichte
Die Topographia Ducatus Montani des Erich Philipp Ploennies, Blatt Amt Porz, belegt, dass der Wohnplatz 1715 als Freyhof kategorisiert wurde und mit Kuhle bezeichnet wurde. Carl Friedrich von Wiebeking benennt die Hofschaft auf seiner Charte des Herzogthums Berg 1789 als Kuhlen. Aus ihr geht hervor, dass Kaule zu dieser Zeit Teil der Freiheit Bensberg war.
Unter der französischen Verwaltung zwischen 1806 und 1813 wurde das Amt Porz aufgelöst und Kaule wurde politisch der Mairie Bensberg im Kanton Bensberg zugeordnet. 1816 wandelten die Preußen die Mairie zur Bürgermeisterei Bensberg im Kreis Mülheim am Rhein.
Der Ort ist auf der Topographischen Aufnahme der Rheinlande von 1824 als Kule, auf der Preußischen Uraufnahme von 1840 und der Preußischen Neuaufnahme von 1892 auf Messtischblättern regelmäßig als Kaule verzeichnet.
Aufgrund des Köln-Gesetzes wurde die Stadt Bensberg mit Wirkung zum 1. Januar 1975 mit Bergisch Gladbach zur Stadt Bergisch Gladbach zusammengeschlossen. Dabei wurde auch Kaule Teil von Bergisch Gladbach.
| Jahr | Einwohner | Wohn- gebäude | Kategorie   |
| ---- | --------- | ------------- | ----------- |
| 1822 | 157       |               | Bauerschaft |
| 1830 | 217       |               | Bauerschaft |
| 1845 | 213       | 34            | Bauerschaft |
| 1871 | 62        | 12            | Hofstelle   |
| 1885 | 319       | 55            | Wohnplatz   |
| 1895 | 240       | 46            | Wohnplatz   |
| 1905 | 286       | 47            | Wohnplatz   |

## Bevölkerung
Nach der EDV-Einwohnerdatei verfügte Kaule am 30. Juni 2017 über insgesamt 3.802 Einwohner (darunter 361 Ausländer). Die Altersgruppe über 65 Jahre war mit 940 Einwohnern (darunter 42 Ausländer) stärker als die Altersgruppe unter 18 Jahre mit nur 658 Einwohnern (darunter 57 Ausländer).